# Osías Lozano Díaz
Osías Lozano Díaz (Cali, 17 de julio de 1939) es un abogado y político colombiano, que se desempeñó como Gobernador del Departamento de Chocó (1977-1978) y miembro de la Cámara de Representantes de Colombia por el mismo departamento.

## Biografía
Nació en Cali, capital del Departamento de Valle del Cauca, en julio de 1939. Es hijo del también congresista Osías Lozano Quintana y de Consuelo Díaz. Realizó sus estudios primarios en la escuela de la Normal de Quibdó (Chocó) y los estudios secundarios en el Colegio Virrey Solís de Bogotá; es abogado de la Universidad del Rosario y posee un Doctorado en Derecho y Ciencias Políticas de la Universidad La Gran Colombia.
En Valle del Cauca se desempeñó como asesor jurídico de la Gobernación (1977), Vicepresidente de la Junta Central de Contadores, Juez Penal en el municipio de San Pedro (1969), Juez Primero Penal Municipal de Buga y Jefe Seccional de la Superintendencia de Sociedades para los departamentos de Valle del Cauca, Cauca y Nariño (1971-1977).
Afiliado, al igual que su padre, al Partido Conservador, en Chocó se desempeñó como Concejal de los municipios de Quibdó, El Carmen de Atrato e Istmina, miembro de la Asamblea Departamental y Secretario de Hacienda durante el gobierno de Carlos Hernán Perea Gómez y de su sucesor Donaldo Antonio Cañadas Moreno. En 1977 fue designado Gobernador de Chocó por el presidente Alfonso López Michelsen; durante su gobernación se centró en lograr la austeridad fiscal para el adelantamiento de algunas obras públicas. Ocupó el cargo hasta agosto de 1978.
También se desempeñó como gerente de la Beneficencia de Chocó (1982), gerente liquidador de Mineros del Chocó y Presidente del Directorio Conservador de Chocó.
Tras haberse presentado dos veces como candidato a la Cámara de Representantes de Colombia por Chocó sin éxito, volvió a ser candidato en las elecciones legislativas de 1986. A pesar de no resultar elegido, en 1988 el también conservador Manuel Barcha Garcés demandó y logró la nulidad de la elección de Ismael de Jesús Aldana Vivas, también del Partido Conservador, correspondiéndole a Lozano ocupar la curul que dejó libre Aldana. No logró la reelección ni en los comicios de 1990 ni de 1991.
También desempeñó como asistente de la Sala de Prensa del Senado de la República, juez de Armero (Tolima), columnista del periódico El Siglo y profesor en la Universidad Javeriana, seccional Cali.
Se casó con Ana Luz Correa, con quien tiene dos hijos: Osías Mauricio y Carlos Rodrigo.